# 7372 Emimar
7372 Emimar eller 1979 HH är en asteroid i huvudbältet som upptäcktes den 19 april 1979 av den argentinska astronomen Juan C. Muzzio vid Cerro Tololo. Den är uppkallad efter upptäckarens döttrar, María Emilia och Marina Muzzio.
Den tillhör asteroidgruppen Koronis.